# Barwick in Elmet
Barwick in Elmet – wieś w Anglii, w hrabstwie ceremonialnym West Yorkshire, w dystrykcie metropolitalnym Leeds. Leży 11 km na wschód od centrum miasta Leeds i 272 km na północ od Londynu.